# Elizabeth Brackett
Elizabeth Brackett (Estados Unidos, 11 de dezembro de 1941 – Chicago, 17 de junho de 2018) foi uma jornalista, política e escritora americana. 

## Vida pessoal
Elizabeth também foi uma campeã do mundo de Triatleta, ela levou o título em 2009, realizada em Sydney. Em dezembro de 2017, ela apareceu na Sports Illustrated’s "Rostos na Multidão".

### Morte
Elizabeth foi ferida em um acidente, durante o ciclismo em Chicago, em 13 de junho de 2018. Ela fraturou uma vértebra do pescoço, entrou em coma e foi hospitalizada no Stroger Hospital. Ela morreu há quatro dias mais tarde, aos 76 anos.